# Kaple svatého Floriána (Čejkovice)
Kaple svatého Floriána je římskokatolická kaple zasvěcená svatému Floriánovi v Čejkovicích v okrese Chomutov. Od roku 1963 je chráněna jako kulturní památka. V Památkovém katalogu je uvedena jako kaple svatého Šebestiána.

## Stavební podoba
Barokní kaple byla postavena v západním cípu návsi v roce 1718. Má obdélný půdorys s půlkruhově zakončeným presbytářem. Západní průčelí je zdůrazněné volutovým štítem s výklenkem, ve kterém stojí socha Panny Marie. Ve druhém výklenku ve zdi presbytáře je socha svatého Václava. K presbytáři přiléhá v ose lodi malá sakristie. Fasádu člení pilastry a složitě tvarovaná římsa. Ze střechy vybíhá sanktusová vížka. Interiér je zaklenutý stlačenou lunetovou klenbou.

## Vybavení
Novobarokní oltář z počátku dvacátého století využil části staršího oltáře. V kapli se nachází také kazatelna s obrazy svatého Jana Křtitele, svatého Jana Evangelisty a Ježíška s křížem v rokajových rámech. K vybavení dále patří barokní sochy Panny Marie a svatého Josefa z poloviny osmnáctého století.